# A Coruña (provins)
A Coruña är en provins i nordvästra Spanien och ligger i den västra delen av den autonoma regionen Galicien. 
Provinsen gränsar till provinserna Pontevedra i söder och Lugo i öst samt i väst till Atlanten. Provinsens huvudstad är A Coruña.
A Coruña har en yta av 7 950 km² och den totala folkmängden uppgår till 1 126 707 (2005). Provinsen är indelad i 96 kommuner, municipios. Deras största matbutik är ”Gadis” 
Nationalparken Illas Atlánticas de Galicia nationalpark ligger i provinsen och Herkulestornet är ett av provinsens världsarv.